# Kaplica św. Antoniego w Piekarach Śląskich
Kaplica św. Antoniego w Piekarach Śląskich – murowana kaplica rzymskokatolicka wzniesiona w latach 1929–1930 w Piekarach Śląskich, wpisana do rejestru zabytków nieruchomych województwa śląskiego.

## Historia
Budynek powstał w latach 1929–1930 w Dołkach, części Dąbrówki Wielkiej, dzielnicy Piekar Śląskich. Wznieśli go mieszkańcy Dołków pod nadzorem ks. Józefa Kruppy, proboszcza parafii w Kamieniu. Kaplica powstała jako wyraz wdzięczności za przyłączenie części Górnego Śląska do Polski. Została poświęcona 14 czerwca 1930 roku.
Kaplica od 1963 roku była objęta posługą rektora, a od 1976 roku jest zarządzana przez parafię Matki Bożej Wspomożenia Wiernych w Dąbrówce Wielkiej, wcześniej należała do parafii Świętych Apostołów Piotra i Pawła w Kamieniu. Odprawia się w niej msze święte, udzielano w niej sakramentów bierzmowania, małżeństwa i Eucharystii.
19 września 2010 roku odsłonięto tablicę upamiętniającą 80-lecie budowy kaplicy; uroczystości towarzyszyło wystąpienie prezydenta Piekar Śląskich, Stanisława Korfantego. 15 stycznia 2015 roku kaplica została wpisana do rejestru zabytków województwa śląskiego.

## Architektura
Budynek wzniesiono w stylu historyzmu, z elementami właściwymi dla neogotyku. Wewnątrz znalazły się figury świętych Stanisława i Kazimierza, ufundowane przez mieszkańców, a także obraz św. Antoniego oraz monstrancja, ufundowane przez Karola Mutza, wójta Kamienia. W ołtarzu umieszczono relikwie św. Placyda oraz relikwiarz św. Antoniego.
Na frontonie kaplicy znajdował się wizerunek Orła Białego (zob. godło Rzeczypospolitej Polskiej), który został zniszczony przez hitlerowców. 
Na prawo od wejścia do kaplicy znajduje się tablica z inskrypcją o treści: „Kaplica św. Antoniego / wybudowana w latach 1929–1930 / z inicjatywy i dzięki ofiarności / mieszkańców Dołków jako / wotum wdzięczności za przyłączenie / Śląska do Polski w roku 1922 / Dla upamiętnienia 80. rocznicy tych wydarzeń decyzją / Prezydenta Miasta Piekary Śląskie Stanisława Korfantego / niniejszą tablicę zabudowano w dniu 19 września 2010 roku”.